# Tour de Flandes 1961
El Tour de Flandes 1961 va ser la 45a edició del Tour de Flandes. La cursa es disputà el 26 de març de 1961, amb inici a Gant i final a Wetteren després d'un recorregut de 255 quilòmetres. El vencedor final fou l'anglès Tom Simpson, que s'imposà a l'esprint en l'arribada a Wetteren a l'italià Nino Defilippis. El neerlandès Jo de Haan acabà en tercera posició.

## Classificació final
|    | Ciclista                   | Equip                     | Temps      |
| -- | -------------------------- | ------------------------- | ---------- |
| 1  | Tom Simpson (GBR)          | Rapha-Gitane-Dunlop       | 6h 22' 00" |
| 2  | Nino Defilippis (ITA)      | Carpano                   | m. t.      |
| 3  | Jo de Haan (NED)           | Rapha-Gitane-Dunlop       | + 11"      |
| 4  | Emile Daems (BEL)          | Philco                    | + 14"      |
| 5  | Michel Stolker (NED)       | Helyett-Fynsec-Hutchinson | + 55"      |
| 6  | Camille le Menn (FRA)      | Peugeot-BP-Dunlop         | + 59"      |
| 7  | Jean Graczyk (FRA)         | Helyett-Fynsec-Hutchinson | + 1' 00"   |
| 8  | Arthur Decabooter (BEL)    | Groene Leeuw-Sas-Sinalco  | m. t.      |
| 9  | Martin van Geneugden (BEL) | Baratti-Milano            | m. t.      |
| 10 | Frans Schoubben (BEL)      | Peugeot-BP-Dunlop         | m. t.      |